# گاهشمار ارتدکس شرقی در یونان (۱۸۲۱-۱۹۲۴)

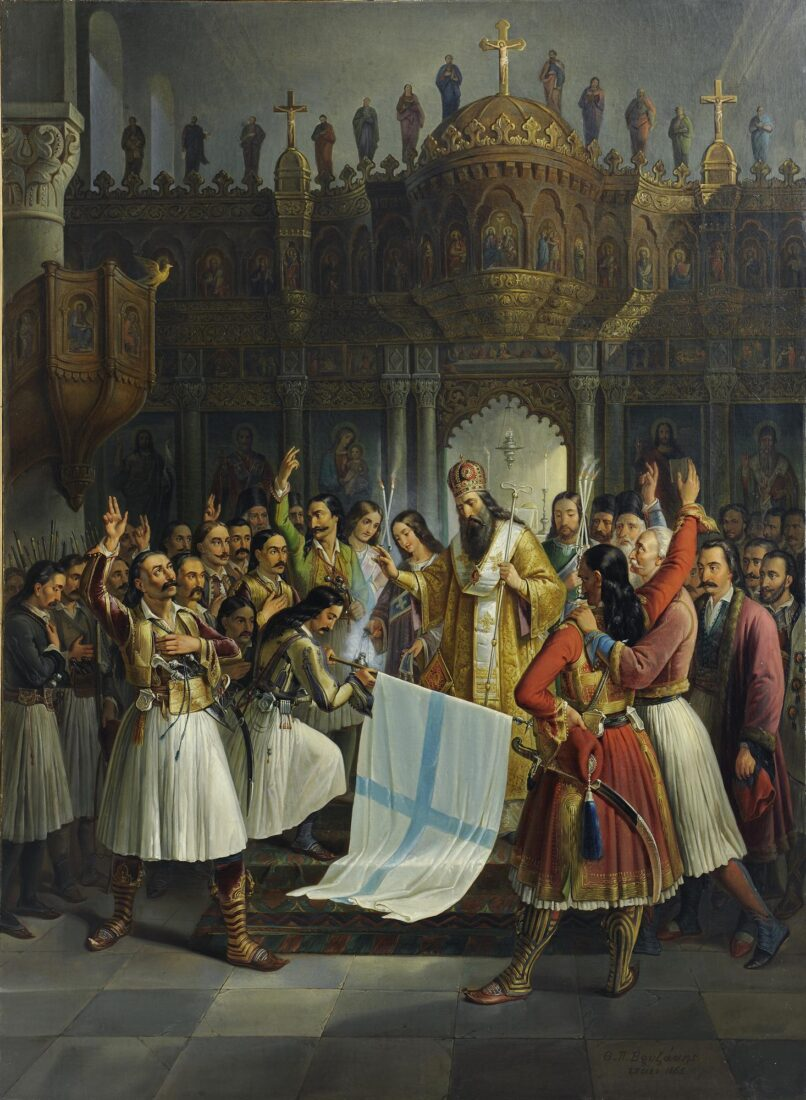
Bp. ژرمانوس از پاتراس قدیم در حال برکت پرچم یونانی در Agia Lavra، ۲۵ مارس ۱۸۲۱. تئودوروس وریزاکیس (نقاشی رنگ روغن، ۱۸۵۱).

این جدول زمانی حضور ارتدکس شرقی در یونان از ۱۸۲۱ تا ۱۹۲۴ است. تاریخ یونان به‌طور سنتی شامل مطالعه مردم یونان، مناطقی که از نظر تاریخی بر آنها حکومت می‌کردند، و همچنین قلمرویی که اکنون دولت مدرن یونان را تشکیل می‌دهد، می‌شود.

## جنگ استقلال یونان (۱۸۲۱–۱۸۲۹)
یکی از دیدگاه‌های دینی یونان مدرن به نقش کلیسای ارتدکس در ایجاد دولت-ملت یونان مدرن مربوط می‌شود. بر اساس این دیدگاه، کلیسا، در نقش کشتی نوح روز آخر، ملت یونان را در قرون «سیل» ترکیه و غرب پس از سقوط امپراتوری روم شرقی در سال ۱۴۵۳ نجات داد. کلیسای ارتدکس با محافظت از ایمان واقعی در برابر شاهزادگان موقت مسلمان و لاتین در قرون حکومت بیگانه، هویت یونانی را حفظ کرد و ملت یونان را از جذب شدن توسط ملل حاکمان خارجی خود بازداشت. بر اساس همین دیدگاه، کلیسای ارتدکس از جنگ استقلال یونان در سال ۱۸۲۱ استقبال کرد و به بازوهای شورشیان یونانی برکت داد. در واقع، بسیاری از روحانیون ارتدکس نقش رهبری را در شورشیان یونان بر عهده گرفتند و نقش مهمی را نه تنها در امور کلیسایی، بلکه در مسائل سیاسی و نظامی ایفا کردند. پس از استقلال، یک شاهزاده لاتین و مشاوران غربی او پیوندهایی را که کلیسای یونان را با اسقف نشین کلیسا متحد کرده بود قطع کردند و کلیسا را تحت اختیار قدرت موقت او قرار دادند.
- ۱۸۲۱ جنگ استقلال یونان با عنوان متر آغاز می‌شود. ژرمانوس پاتراس استقلال یونان را در روز بشارت (۲۵ مارس)، همچنین Kyrio-Pascha ,[۲][note ۱] در صومعه Agia Lavra، پلوپونز اعلام می‌کند. [note 2] مرگ پتر. گرگوری پنجم از قسطنطنیه،[۳] Abp. کیپریانوس از قبرس،[۴] و Abp. گراسیموس (پاردالیس) اهل کرت[۵] در تلافی؛ سیریل ششم پاتریارک سابق قسطنطنیه (۱۸۱۳–۱۸۱۸) در دروازه کلیسای جامع آدریانوپل به دار آویخته شد.[۶] متروپولیتن‌های گریگوریوس درکون، دوروتئوس آدریانوپل، یواننیکیوس از تیرناووس و یوسف از تسالونیکی به دستور سلطان در قسطنطنیه سر بریده شدند.[۷] متروپولیتن‌های کریزانتوس پافوس، ملتیوس کیتیون و لاورنتیوس گیرنه در نیکوزیا قبرس اعدام شدند.[۴] اوباش ترک قبرس بیشتر یونانی‌های قبرسی را در لارناکا و دیگر شهرها به دار آویخته می‌کنند، از جمله یک اسقف اعظم، پنج اسقف، سی و شش روحانی.[۸] یورش به تریپولیتزا، نشان دهنده پیروزی اولیه در جنگ استقلال یونان.[۹] مبارزان آزادی‌خواه به جای استفاده از کلمه عمومی «Romioi» (Ρωμιοί، که به تابعیت رومی و وابستگی مذهبی آنها به مسیحیت ارتدوکس اشاره می‌کرد) شروع به نامیدن خود را «هلن» کردند (برای تداوم میراث یونانی باستانی).[۱۰][۱۱] مرگ نیکفوروس از خیوس.[۱۲][۱۳]

پرچم یونان (۱۸۲۲–۱۹۷۸). در ژانویه ۱۸۲۲، اولین مجمع ملی در اپیداوروس این طرح را برای جایگزینی تعداد زیادی از پرچم‌های انقلابی محلی که در آن زمان استفاده می‌شد، اتخاذ کرد.

- ۱۸۲۲ قانون اساسی یونان در سال ۱۸۲۲ در ۱ ژانویه توسط اولین مجمع ملی در اپیداوروس به تصویب رسید و بیان داشت که " همه ساکنان بومی ایالت هلاس که به مسیح ایمان دارند یونانی هستند" (بخش B، بند 2).[۱۴] قتل‌عام کیوس رخ می‌دهد، در مجموع حدود ۱۰۰۰۰۰ نفر از بین می‌روند.[۱۵] پیروزی قاطع یونان در نبرد خارجاکیا بر نیروهای برتر محمود درامالی پاشا، جنگ استقلال را نجات داد.[۱۶] شاعر انگلیسی پرسی بیش شلی درام منظوم Hellas را با هدف جمع‌آوری پول برای جنگ استقلال یونان می‌نویسد.[۱۷]
- ۱۸۲۳ نماد عید بشارت در تینوس یافت شد، که توسط رؤیایی از قدیس پلاگیا از تینوس (†۱۸۳۴) رهبری می‌شد،[۱۸][۱۹] تبدیل به مورد احترام‌ترین آیتم زیارتی یونان در کلیسای اوانجلیستریا شد. شهادت هیرومونک کریستوس از ایوانینا؛[۲۰] لرد بایرون با فرستادن ۴۰۰۰ پوند از پول خود برای آماده‌سازی ناوگان یونان و پیوستن به دولتمرد الکساندروس ماوروکورداتوس، که در یونان به عنوان یک قهرمان ملی مورد احترام است، موافقت کرد که به عنوان عامل کمیته فیلهلن لندن عمل کند.[۲۱] [note 3]
- ۱۸۲۴، پزشک آمریکایی ساموئل گریدلی هاو، با الهام از لرد بایرون فیهلنیست، به عنوان جراح به ارتش یونان پیوست و به خاطر شجاعت، اشتیاق و توانایی خود به عنوان فرمانده و همچنین انسانیت شهرت یافت و عنوان "لافایت یونانی" را برای او به ارمغان آورد. انقلاب، بعدها گزارشی از شورش با عنوان طرح تاریخی انقلاب یونان ، منتشر شده در سال ۱۸۲۸ نوشت.[۲۲]

## یادداشت
1. ↑  From antiquity the Orthodox Church has celebrated with special liturgical joy the occurrence when Pascha falls on 25 March (Old Style) - the Feast of the Annunciation, calling it "Kyriopascha," "the Lord's Pascha". It was precisely on the coincidence of the Feasts of the Annunciation and Pascha on 25 March 1821 (Old Style), that Greece challenged the Turkish Yoke. Kyriopascha has also manifested its miraculous Grace to our own generation by its most recent occurrence in 1991, the year of the demise of Communism in Russia, a demise which, furthermore, was finalized by a last, desperate gasp in the form of an abortive Communist coup thwarted on 6 August (Old Style)–the Feast of the Transfiguration. The last Kyriopascha on the Julian calendar was in 1991; the next will be in 2075, 2086 and 2159. The last Kyriopascha on the Gregorian Calendar was in 1951, and the next will be in 2035, 2046 and 2103.